# Karlovo náměstí čp. 21 (Kolín)
Dům u Zlatého jablka čp. 21 je řadový dvoupatrový dům na jižní straně Karlova náměstí v Kolíně. Původní gotický objekt byl postaven koncem třináctého století. Během osmnáctého století bylo přistavěno druhé patro a měšťanský dům získal barokní fasádu. Na počátku devatenáctého století byl empírově upraven. Jedná se o obytný dům s obchody v přízemí. Od roku 1958 je chráněn jako kulturní památka.

## Popis
Karlovo náměstí bylo během středověku používáno jako tržiště, což souviselo s polohou města na Trstenické stezce. U všech dvaadvaceti měšťanských domů, k nimž patří také dům U zlatého jablka na jižní straně, se dochovalo původní středověké jádro ze třináctého až čtrnáctého století. Dům byl postaven na úzké parcele s podloubím v přízemí, které bylo později zazděno. Je krytý mansardovou střechou s užším dvorním křídlem. V první polovině devatenáctého století stála u domu veřejná studně. Aktuální fasáda pochází zřejmě z počátku devatenáctého století. Průčelí domu zdobí torzo domovního znamení.
Řadový dvoupatrový dům je členěn čtyřmi okenními osami. Okna v prvním patře zdobí jednoduché šambrány. Nad okny vystupují trojúhelníkové římsy. Plochu stěny mezi okny obou pater tvoří pás. V jeho středu je umístěn štukový ornament jablka, pouhé torzo původní kartuše, která byla poničena při opravě fasády na počátku dvacátého století. Plochu pod okny druhého patra zdobí jednoduché páskové lambrekýny. Ozdobné architektonické prvky druhého patra vznikly až při pozdější úpravě domu. Fasáda je zakončena půlkruhovým štítem s kulatým okénkem. Pod ním je vidět reliéf vytvořený ze dvou pavích per nebo snad ratolestí s listy. Střecha je krytá eternitem a plechem.
Do domu se vstupuje ve střední části přízemí dřevěnými dveřmi s nadsvětlíkem (prosklený otvor nad dveřmi) do přístupové novodobé chodby. Samostatný vchod mají také dvě prodejny s výlohami. Chodby v přízemí mají valenou klenbu s lunetami. V prvním patře se nachází chodba, odkud se vchází do bytových jednotek a na pavlač. Zachovalo se litinové tyčkové zábradlí s ovály a strop dekorovaný štukovým zrcadlem.